# Eger (stacja kolejowa)
Eger (węg. Eger vasútállomás) – stacja kolejowa w Egerze, w komitacie Heves, na Węgrzech.
Jest to stacja końcowa na linii 87a Füzesabony – Eger i znajduje się na południe od historycznego centrum miasta.

## Linie kolejowe
- Linia 87a Füzesabony – Eger[1]
- Linia 87 Eger – Putnok[1]

## Lokalny transport publiczny
Bezpośredni przed stacją zatrzymują się autobusy linii nr 17 komunikacji miejskiej.
Na przystanku na Állomás út dostępne są linie autobusowe: 6, 10, 11, 12, 12Y, 13, 14, 14A.